# Torraño
Torraño es una localidad española de la provincia de Soria, en la comunidad autónoma de Castilla y León. Pertenece al municipio de San Esteban de Gormaz.

## Geografía
Pueblo situado al suroeste de la provincia de Soria en su límite con la de Segovia. Pertenece al municipio de San Esteban de Gormaz y al partido judicial de Burgo de Osma.

## Historia
En la Edad Media, Torraño se repobló o fundó por el concejo de Ayllón durante la Reconquista, perteneciendo desde entonces a la segoviana Comunidad de Villa y Tierra de Ayllón, quedando Torraño encuadrado dentro del Sexmo de Torraño de esa comunidad, siendo el municipio capital de este.
Tras la desaparición de Santuy, su término fue dividido entre los correspondientes a las localidades limítrofes de Torraño, Fuentecambrón y Piquera de San Esteban.
En el Censo de 1789, ordenado por el Conde de Floridablanca,  figuraba como lugar  del Partido de Ayllón en la Intendencia de Segovia,  con jurisdicción de señorío y bajo la autoridad del alcalde pedáneo, nombrado por el marqués de Villena. Contaba entonces con 112 habitantes.
Parte de la Comunidad de villa y tierra de Ayllón, perteneció a la provincia de Segovia hasta 1833 en que pasa a la provincia de Soria.
A la caída del Antiguo Régimen la localidad se constituye en municipio constitucional  en la región de Castilla la Vieja que en el censo de 1842 contaba con 20 hogares y 86 vecinos.
A mediados del siglo XIX este municipio desaparece porque se integra en el municipio de Torremocha de Ayllón.
A mediados del siglo XIX, el lugar, por entonces todavía con ayuntamiento propio, contaba con una población censada de 86 habitantes. La localidad aparece descrita en el decimoquinto volumen del Diccionario geográfico-estadístico-histórico de España y sus posesiones de Ultramar de Pascual Madoz de la siguiente manera:

TORRAÑO: l. con ayunt. en la prov. de Soria (15 leg.), part. jud. del Burgo (5), aud. terr. y c. g. de Burgos (20), dióc. de Sigüenza (12). sit. en un cerro con buena ventilacion y clima frio; tiene 25 casas; escuela de instruccion primaria frecuentada por 14 alumnos de ambos sexos, dotada con 23 fan. de trigo; una igl. parr. (Sta Maria Magdalena) servida por un cura y un sacrisran. térm.: confina con los de Fuentecambron, Aillon, Francos y Torremocha; dentro de él se encuentran 2 ermitas (Ntra. Sra. de la Carrera y Sta. Cecilia), una fuente de buenas aguas y el desp. de Villacabera: el terreno fertilizado por el riach. Pedro, en su mayor parte es quebrado, comprende un monte poblado de chaparro. caminos: los locales y los que dirigen a las v. de Almazan y Aillon; en este último punto se recibe y despacha el correo. prod.: trigo, centeno, cebada, avena, leñas de combustible y yerbas de pasto, con las que se mantiene ganado lanar y las yuntas necesarias para la agricultura; hay caza de perdices y liebres. ind.: la agrícola y un molino harinero. pobl.: 20 vec., 86 alm. cap. imp.: 13,036 rs. 30 mrs.
(Madoz, 1849, p. 60)

Pertenece al municipio de San Esteban de Gormaz desde el 27 de enero  de 1972, cuando se unió a él junto con Torremocha, a cuyo ayuntamiento pertenecía hasta entonces.

## Demografía
En el año 1981 contaba con 30 habitantes, concentrados en el núcleo principal, pasando a 10 en 2010, 10 varones y 2 mujeres.
| Gráfica de evolución demográfica de Torraño entre 2000 y 2010                                    |
|                                                                                                  |
| Población de derecho (2000-2010) según los censos de población del INE a 1 de enero de cada año. |

## Patrimonio
El pueblo se extiende en torno a la pequeña iglesia parroquial de Santa María Magdalena en la que hay documentado un cáliz ejecutado por un platero de Sigüenza para esta parroquia en la segunda mitad del siglo XVI o principios del XVII.
En las cercanías del río Pedro se encuentra un molino de agua abandonado y la ermita, abandonada también, de Santa Cecilia. En el mismo lugar el río se encajona entre acantilados poblados por buitres.

Vistas de Torraño
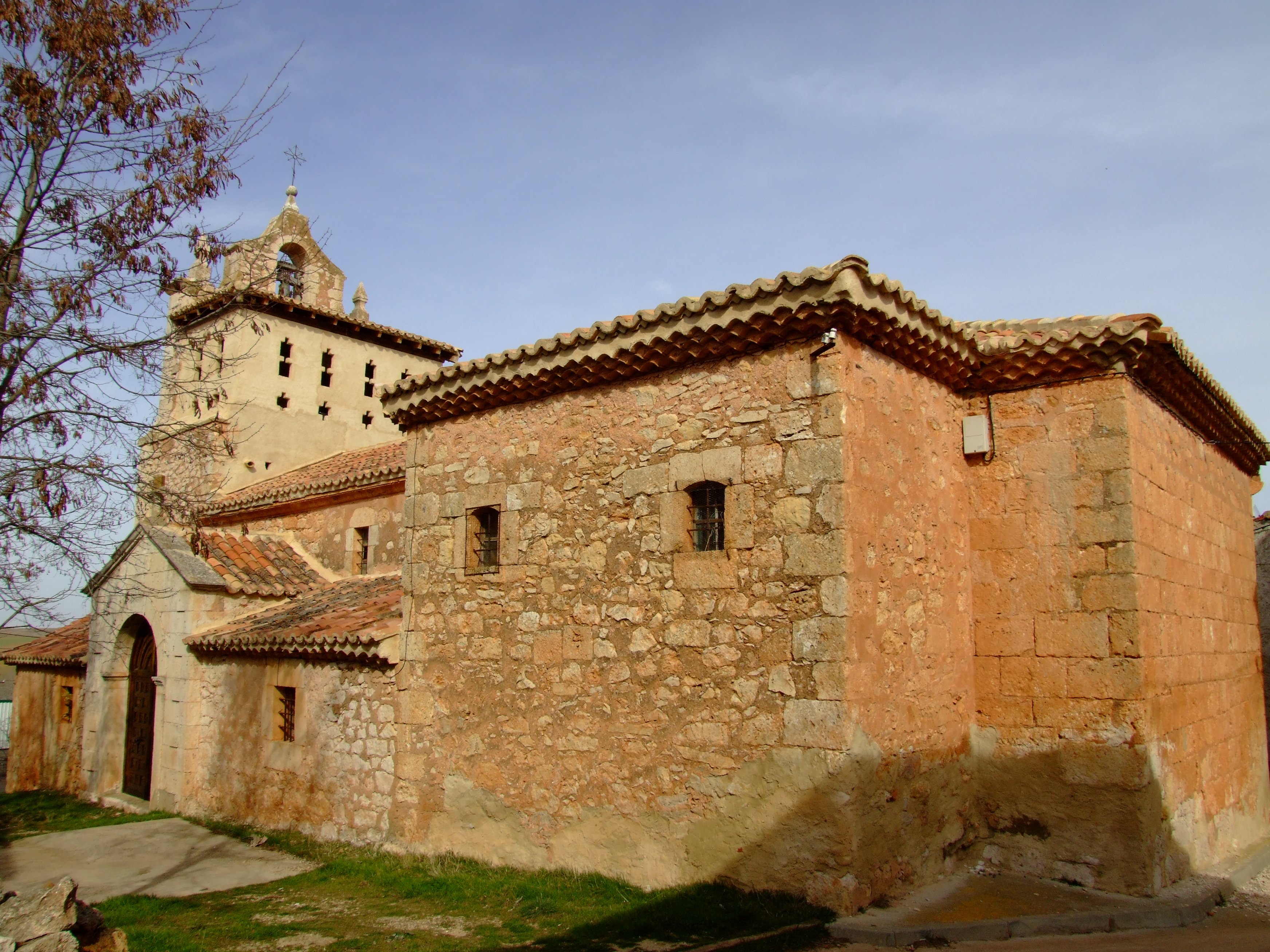
Iglesia de Santa María Magdalena de Torraño
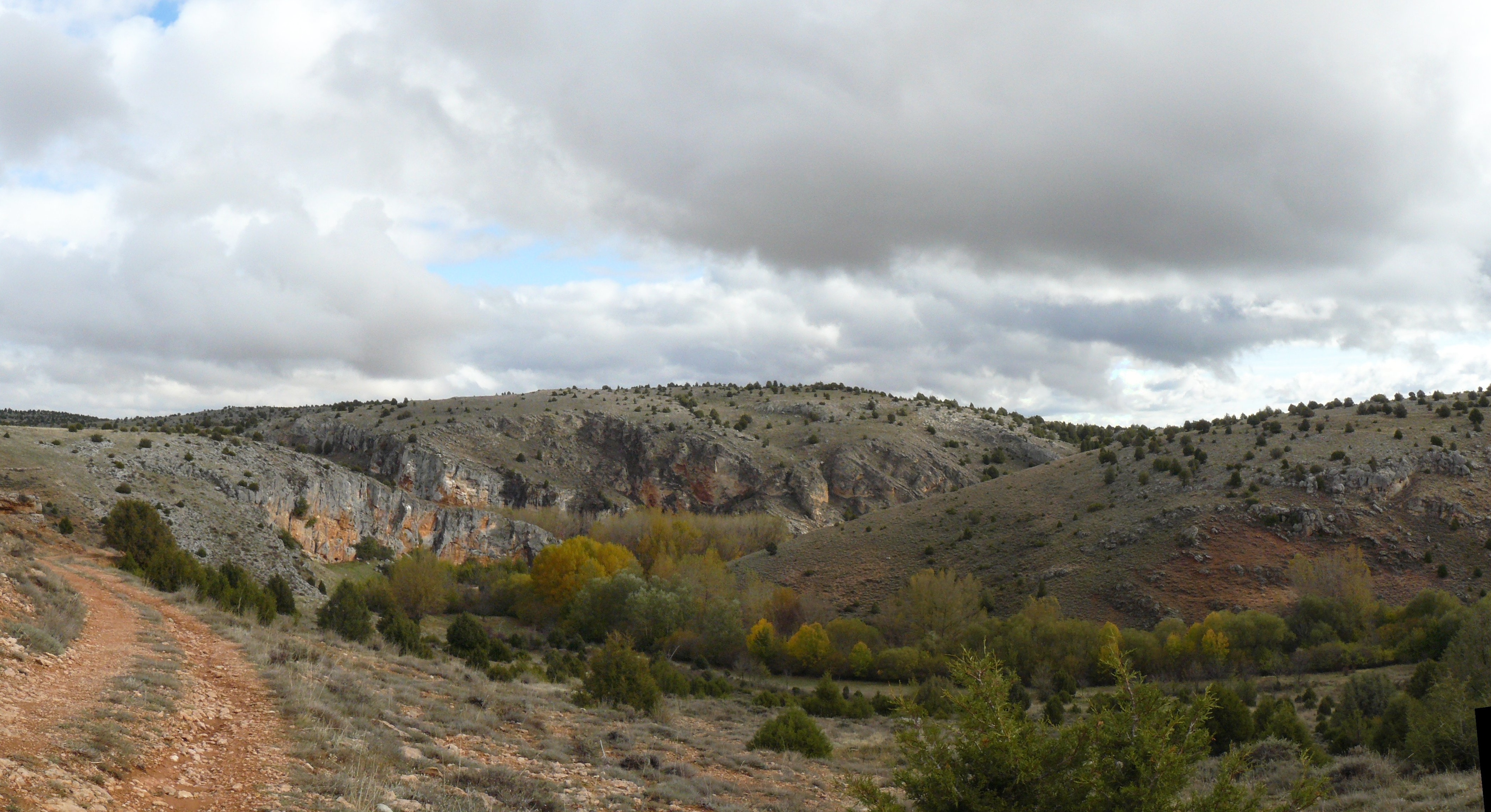
Cañón del río Pedro cerca de Torraño
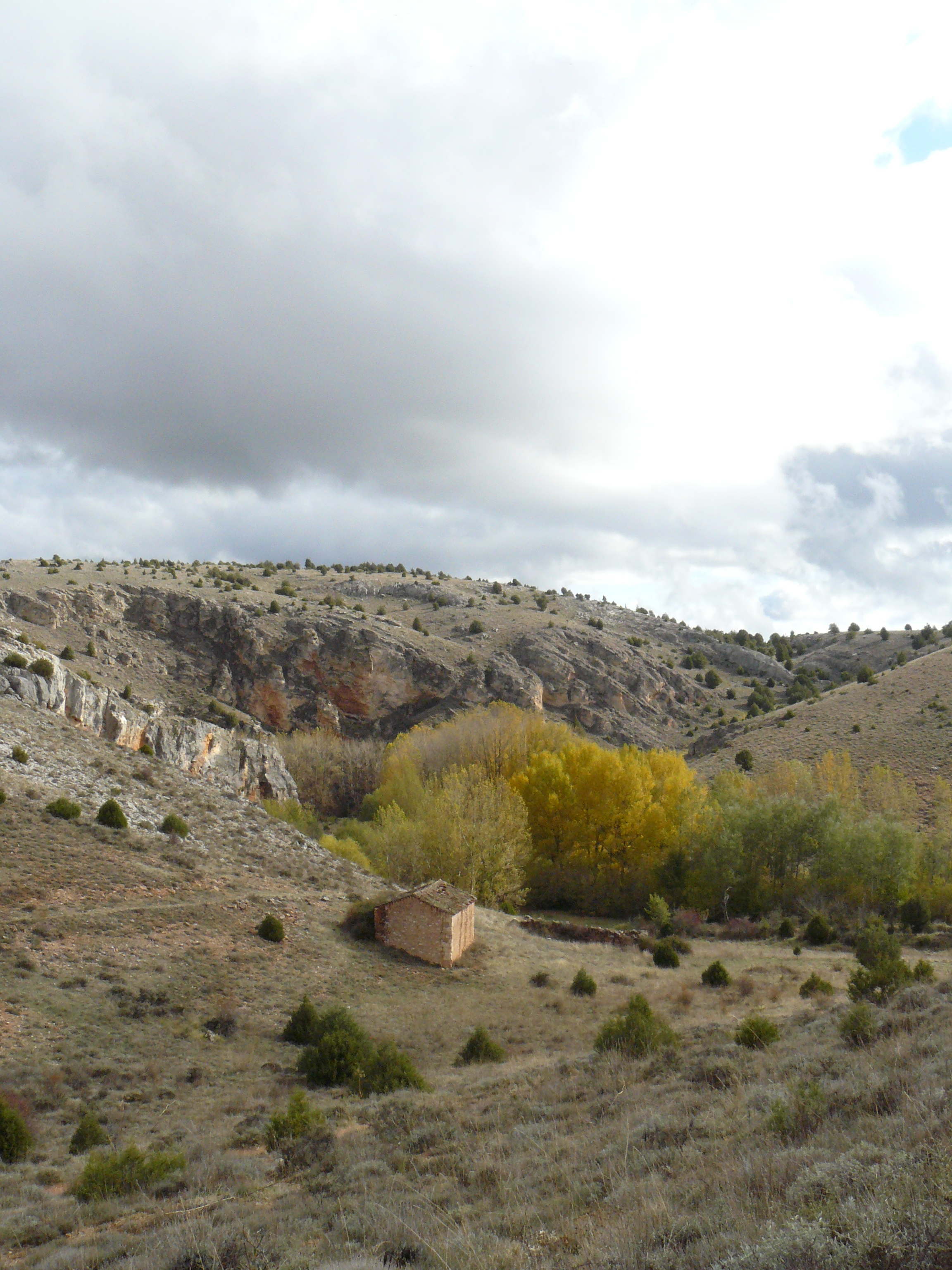
Ermita de Santa Cecilia y Cañón del Pedro